# Bauern-Polka
Die Bauern-Polka ist eine Polka française von Johann Strauss Sohn (op. 276). Das Werk wurde am 29. August 1863 in Pawlowsk in Russland erstmals aufgeführt.